# HK P11

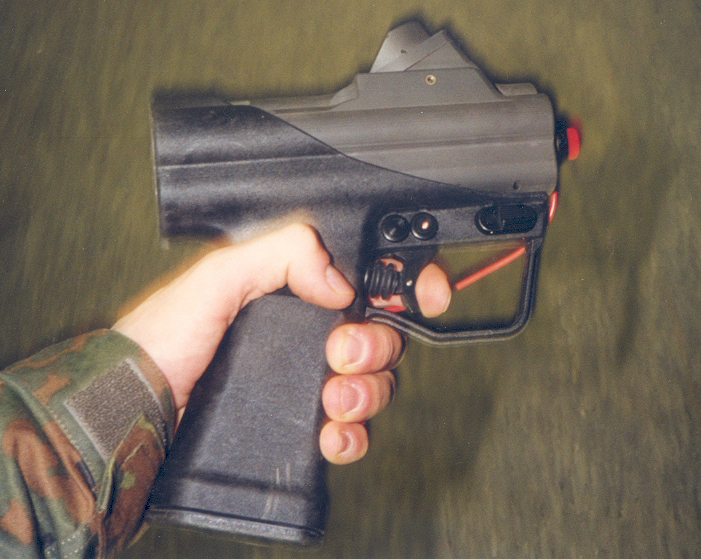
HK P11

HK P11 är en undervattenspistol tillverkad av Heckler & Koch för Bundeswehr Kampfschwimmer, information om pistolen är begränsad både inom men framförallt utanför Bundeswehr. 
Pistolen togs fram under sjuttiotalet och tillverkad uteslutande i polymer, antagligen för att motstå påfrestningarna som ett användande i saltvatten för med sig. Den togs i bruk i Bundeswehr omkring 1976, men dess existens har aldrig erkänts av Heckler & Koch. P11 har elektronisk avfyrning, där pistolgreppet hyser en elektronisk krets tillsammans med ett batteri. 
Pistolen saknar magasin och har istället fem separata pipor där pilar i kalibern 7.62 X 36 förvaras. Trots den relativt grova kalibern är ljudnivån bara marginellt högre än ljudet från en ljuddämpad MP5. Räckvidden är ovan vattnet 30 meter, och omkring 10-15 under ytan.